# Bomarion amborense
Bomarion amborense är en skalbaggsart som beskrevs av Maria Helena M. Galileo och Martins 2008. Bomarion amborense ingår i släktet Bomarion och familjen långhorningar. Inga underarter finns listade.